# Jiří Hlaváček
Jiří Hlaváček (30. srpna 1927 – 20. ledna 2002) byl český mykolog, předseda České mykologické společnosti a šéfredaktor Mykologického sborníku.

## Dílo
Vydal mnoho odborných článků, publikací a redigoval díla dalších autorů. Po Hlaváčkově smrti nastoupil na místo předsedy ČMS Jaroslav Landa; pozici šéfredaktora Mykologického sborníku pak zastával Miroslav Smotlacha.
Odborné názvy druhů popsaných Jiřím Hlaváčkem jsou doplněny jménem ve tvaru Hlaváček. Některé taxony:
- Hřib březový (Boletus edulis subsp. betulicola (Vassilkov) Hlaváček 1994)
- Hřib citronový (Boletus reticulatus var. citrinus (A. Venturi) Hlaváček)
- Hřib Engelův (Boletus engelii Hlaváček 2001)
- Hřib habrový (Boletus reticulatus subsp. carpinaceus (Velen.) Hlaváček 1994)
- Hřib kavkazský (Boletus luridus subsp. caucasicus (Singer ex Alessio) Hlaváček 1995)
- Hřib Moserův (Boletus moseri Hlaváček)
- Hřib rudomasý (Boletus luridus subsp. erythroteron (Bezděk) Hlaváček 1995)
- Hřib Špinarův (Boletus spinarii Hlaváček 2000)
- Hřib zlatožlutý (Boletus chrysoxanthus Hlaváček 1999)
- Hřib žlutonachový (Boletus xanthopurpureus (Smotl.) Hlaváček 1986)